# کالول (گندیناگار)
کالول (به انگلیسی: Kalol) یک منطقهٔ مسکونی در هند است که در Gandhinagar district واقع شده‌است. کالول ۲۵٫۴۲ کیلومتر مربع مساحت و ۱۳۳٬۷۳۷ نفر جمعیت دارد.